# TUI Airlines
Das TUI Airline Management (zuvor TUIfly) ist seit 2005 der Verbund aller in ganz Europa ansässigen Fluggesellschaften des Touristikkonzerns TUI.
Da die ursprünglich benutzte Dachmarke TUIfly inzwischen auch von der gleichnamigen Fluggesellschaft verwendet wird, ist TUI dazu übergegangen, alle zugehörigen Airlines unter dem Begriff TUI Airlines zusammenzufassen. Die TUI Airlines bilden jedoch keine Flugallianz mehrerer unabhängiger Airlines im klassischen Sinne. Vielmehr sind die Flugpläne aufeinander abgestimmt, und die Gesellschaften treten in der Öffentlichkeit weitgehend in einem einheitlichen Erscheinungsbild auf, angelehnt an das Corporate Design der TUI. Die Fluggesellschaften sind Tochtergesellschaften der TUI Travel plc und den Regionen Zentral-, Nord- und Westeuropa zugeordnet.

## Geschichte
Im Mai 2015 gab die TUI bekannt, alle Fluggesellschaften mit Ausnahme der Corsair im Laufe der nächsten Jahre unter einer einheitlichen Marke zusammenzufassen. Alle Gesellschaften sollen im Zuge dessen auf die gesamte Konzernflotte zurückgreifen können, während die einzelnen Air Operator Certificates jedoch bestehen bleiben. Die Vereinheitlichung soll mit der belgischen Jetairfly sowie mit der niederländischen Arkefly beginnen und mit der deutschen TUIfly abgeschlossen werden.
Anfang Oktober 2018 wurde bekannt, dass TUI die Fluggesellschaft Corsair International an die Intro Aviation verkaufen will. Am 5. März 2019 übernahm das irische Unternehmen Diamondale die Fluggesellschaft von TUI. Das Unternehmen gehört zu 53 Prozent Intro Aviation, zu 27 Prozent der TUI Group und zu 20 Prozent Mitarbeitern der Fluggesellschaft. Im November 2020 wurden die Anteile an Corsair an ein Investoren-Konsortium verkauft.

## Tochtergesellschaften
Zu den TUI Airlines gehören mit Stand Mai 2024 folgende Fluggesellschaften:
| Logo                        | Fluggesellschaft                                                                       | Flugzeuge    | Land           | Bereich          |
| --------------------------- | -------------------------------------------------------------------------------------- | ------------ | -------------- | ---------------- |
|                             | TUIfly (bis Juli 2010 Hapag-Lloyd Express und Hapag-Lloyd Flug unter der Marke TUIfly) | 23 Flugzeuge | Deutschland    | Zentraleuropa    |
|                             | TUI Airways (bis Oktober 2017 Thomson Airways)                                         | 64 Flugzeuge | Großbritannien | Britische Inseln |
|                             | TUIfly Nordic                                                                          | 4 Flugzeuge  | Schweden       | Nordeuropa       |
|                             | TUI Airlines Belgium                                                                   | 20 Flugzeuge | Belgien        | Westeuropa       |
| TUI Airlines Nederland Logo | TUI Airlines Nederland                                                                 | 11 Flugzeuge | Niederlande    | Westeuropa       |
|                             | Fly4 Airlines (Joint Venture mit Enter Air)                                            | 4 Flugzeuge  | Irland         | Britische Inseln |

Die Flotte aller TUI Airlines zusammen umfasst mit Stand Mai 2024 insgesamt 124 Flugzeuge. Es werden über 160 Ziele weltweit angeflogen, primär internationale Ferienziele.

## Ehemalige Beteiligung
| Logo                           | Fluggesellschaft                                 | Flugzeuge   | Land       | Bereich    | Beteiligung           |
| ------------------------------ | ------------------------------------------------ | ----------- | ---------- | ---------- | --------------------- |
| Logo der Corsair International | Corsair International (bis März 2012 Corsairfly) | 9 Flugzeuge | Frankreich | Westeuropa | 27 % durch Diamondale |